# Pseudanthias pascalus
Pseudanthias pascalus är en fiskart som först beskrevs av Jordan och Tanaka 1927.  Pseudanthias pascalus ingår i släktet Pseudanthias och familjen havsabborrfiskar. Inga underarter finns listade i Catalogue of Life.